# Curtiss V-1570
Il Curtiss V-1570 (noto anche con il nome di Curtiss Conqueror, in lingua inglese Conquistatore) era un motore aeronautico dodici cilindri a V raffreddato a liquido.
Realizzato dalla Curtiss Aeroplane and Motor Company nel corso degli anni venti, rappresentava uno sviluppo del precedente Curtiss D-12 e trovò impiego su diversi velivoli dell'epoca.

## Storia del progetto
Progettato nel corso del 1924 come successore del Curtiss D-12 il Conqueror assunse ben presto la designazione, di derivazione militare, di V-1570 sulla base della propria cilindrata espressa in pollici cubi (pari a circa 25 730 cm³).
Una costante opera di sviluppo, che comportò un graduale incremento della potenza erogata, consentì di mantenere aperte le linee di montaggio fino ai primi anni del decennio successivo, tuttavia un taglio degli stanziamenti militari (risalente al 1932) e la scarsità di successi sul mercato civile condussero all'abbandono di ulteriori sviluppi.

## Descrizione tecnica
Il Curtiss V-1570 era un dodici cilindri a V di 60° che si caratterizzava per l'impiego di fasce elastiche (tecnologia all'avanguardia, per l'epoca) e per l'impianto di raffreddamento pressurizzato.
Alimentato mediante carburatori, il V-1570 prevedeva l'impiego di quattro valvole per cilindro ed era dotato di doppio albero a camme in testa per ciascuna delle due bancate. Nel corso del processo di sviluppo alcune versioni montarono un sistema di sovralimentazione costituito da un compressore centrifugo comandato meccanicamente.

## Mezzi utilizzatori

### Aerei
Stati Uniti
- Berliner-Joyce P-16
- Boeing XP-9
- Boeing Y1B-9
- Burnelli CB-16
- Consolidated P-30
- Curtiss A-8
- Curtiss B-2 Condor
- Curtiss P-1 Hawk
- Curtiss P-6 Hawk
- Curtiss XP-10
- Curtiss XP-22 Hawk
- Dornier Do X
- Douglas O-31
- Douglas O-43
- Douglas Y1B-7
- Fokker XB-8
- General Aviation XA-7
- Lockheed YP-24
- Thomas-Morse YO-23
- Huff-Daland XB-1

 Unione Sovietica
- Tupolev ANT-6
- Tupolev ANT-13